# Energías renovables de México
Se conoce como energías renovables de México al conjunto de instalaciones de energía renovable del que dispone este país.
México posee más de 230 centrales de operación de energías renovables, según expresó la Organización de las Naciones Unidas México ocupa el lugar cuarto a nivel mundial con producción de energía geotérmica, sin embargo la Situación Mundial de las Energías Renovables expresó que este país sólo ocupa un 7% del total de su capacidad en energías renovables, representando un 25% total de energía producida a nivel mundial, pero gracias a la reforma energética implementada por el presidente Enrique Peña Nieto se espera que para el 2024 el porcentaje de uso se eleve hasta un 35% de su capacidad.

## Energía hidroeléctrica
Aproximadamente el 21 por ciento de la electricidad producida en México proviene de recursos hidroeléctricos. La mayor planta hidroeléctrica de México es la C.H. Manuel Moreno Torres en Chiapas, con 2,400 MW, Ésta es la número 32 de energía hidroeléctrica más productiva del mundo. La Presa El Cajón, con 750 MW, que se encuentra ubicada en Nayarit y que comenzó a funcionar en noviembre de 2006, es el último proyecto de gran envergadura finalizado.
En 2009 había 6 plantas minihidroeléctricas privadas que sumaban un total de 40 MW; y 139 MW en desarrollo entre otras 9 plantas nuevas. El país tiene un importante potencial minihidroeléctrico estimado en 3.200 MW (en los estados de Chiapas, Veracruz, Puebla y Tabasco).
La SENER estima una inversión necesaria de 2.908 millones US$ en energía hidroeléctrica durante el período 2006-2015 para llevar adelante los planes de expansión eléctrica.
Se estima que entre 2015 y 2029 mediante el Programa de Desarrollo del Sistema Eléctrico Nacional se construyan 69 centrales eléctricas adicionales dando una capacidad adicional de 5,449.8 MW.

## Energía eólica
Parque Eólico La Venta y Guerrero Negro, que tienen una capacidad combinada de 86 MW. El potencial eólico en el estado de Oaxaca es de 33.200 MWe. Otros estados con potencial eólico son Zacatecas, Hidalgo y Baja California. La capacidad eólica instalada en México hasta 2013 es de 1400 MW.
Se calcula que la inversión pública en energía eólica para el período 2006-2015 será de 791 millones US$.
Se estima que entre 2015 y 2029 mediante el Programa de Desarrollo del Sistema Eléctrico Nacional se construyan 97 centrales eléctricas adicionales dando una capacidad adicional de 11,952 MW.

## Energía solar
Es la más utilizada, el potencial en energía solar de México es uno de los más grandes del mundo. Se estima que el potencial solar bruto del país es de 5 kWh/m² diarios, que corresponde a 50 veces la generación eléctrica nacional. En 2005 había 328.000 m² de paneles de energía solar térmica instalados en México. Por otro lado, la energía solar fotovoltaica se ha desarrollado en México a un ritmo cada vez mayor en los últimos años, contando a finales de 2014 con más de 200 MW instalados. Sólo el proyecto "Aura Solar", situado en La Paz (Baja California Sur), genera 82 GWh al año, suficiente para abastecer el consumo de 164 000 habitantes (65% de la población de La Paz).
Se estima que entre 2015 y 2019 mediante el Programa de Desarrollo del Sistema Eléctrico Nacional se construyan 63 centrales eléctricas adicionales dando una capacidad adicional de 1,823 MW.

## Energía geotérmica
México tiene un gran potencial geotérmico debido a su intensa actividad tectónica y volcánica. Ocupa el tercer lugar en la escala mundial de producción de energía geotérmica. En 2006, la capacidad geotérmica instalada era de 980 MW y la producción total fue de 6,71 TWh. Existen cuatro campos geotérmicos actualmente en funcionamiento: Cerro Prieto, Los Azufres, Los Humeros y Las Tres Vírgenes. El potencial estimado es de 217 MW para los campos que producen activamente y de 1.500 MW para los campos aún no desarrollados.
Se estima que entre 2015 y 2019 mediante el Programa de Desarrollo del Sistema Eléctrico Nacional se construyan 29 centrales eléctricas adicionales dando una capacidad adicional de 1,617.6 MW.

## Energía de la biomasa
México también cuenta con un gran potencial para producir energía a partir de biomasa. Actualmente se cuenta con 15 centrales eléctricas en operación, localizadas en: Aguascalientes, Chihuahua, Durango, Estado de México, Jalisco, Nuevo León, San Luis Potosí, Tabasco y Veracruz, generando en total 516 GWH. Se estima que, teniendo en cuenta los residuos agrícolas y forestales con potencial energético y los residuos sólidos urbanos de las diez principales ciudades, el país tiene una capacidad potencial de 803 MW y podría generar 4.507 MWh al año.

## Energía mareomotriz
En México la generación de energía a partir de oleaje marino, marea astronómica, corrientes oceánicas, gradiente térmico y gradiente salino, es incipiente. Aunque un estudio elaborado en el 2009 por investigadores de la UNAM a través de su proyecto IMPULSA IV a cargo del Instituto de Ingeniería, indica que el potencial mareomotriz en México es muy alto. Dicho estudio llevado a cabo en la parte alta del Golfo de California, reporta la generación consistente de 5,500 GWh/año. Adicionalmente un reporte elaborado en mayo del 2015 de manera conjunta por la International Renewable Energy Agency y la Secretaría de Energía de México, indica que el potencial del Golfo de California en generación de energía mediante tecnologías mareomotrices es de 26GW anuales.

## Recursos de energía renovable
Los dos principales organismos gubernamentales a cargo del desarrollo de recursos de energía renovable es la Secretaría del Medio Ambiente y Recursos Naturales (SEMARNAT) tiene la responsabilidad de fijar las políticas ambientales y de preservar los recursos renovables y no renovables, mientras que SENER define la política energética nacional. CONAE, la Comisión Nacional para el Ahorro de Energía, es responsable de corregir  el ahorro de energía y la eficiencia energética. Finalmente, SEDESOL, la Secretaría de Desarrollo Social, incluye la promoción y uso de energía renovable en algunos de sus proyectos.
En diciembre de 2005, una iniciativa legislativa para una LAFRE (Ley para el Aprovechamiento de las Fuentes Renovables de Energía) fue aprobada por la Cámara de Diputados. Esta ley establece como objetivo para 2012 la participación de un 8% de energías renovables en el total de generación eléctrica, sin incluir las grandes hidroeléctricas. La SENER estaría a cargo de la elaboración y ejecución del programa para la explotación de recursos de energía renovable. Finalmente, la ley estableció que al menos el 20% de los recursos del FIDTER (Fondo de Investigación y Desarrollo Tecnológico de las Energías Renovables) se utilizarían para evaluar el potencial de energía renovable en México.
En el 2016 la implementación de las energías no renovables subió un 10.2%, como resultado, un 15.4% total de la producción de energía eléctrica en México se daba gracias a las energías sustentables, México ha logrado ser objetivo de inversiones hacia el sector de estas energías. WindPower señaló que entre los años 2015 y 2018 la inversión a las energías limpias aumento 6 veces más que en 2014, también ProMéxico, en sus FDI Markets, mostró que en el 2017 más de 72 proyectos de Inversión Extranjera Directa hacia la industria de energías renovables se llevaron a cabo en México, gracias a esto y al Programa de las Naciones Unidas para el Medio Ambiente, en el año 2015 México se situó como uno de los países con alto nivel de economía emergente, superando a Indonesia, Turquía, Chile y Kenia, brindándole a México alternativas y mejor flujo en algunos sectores del país.

## Participación de fuentes renovables y alternas en la producción nacional de energía
Según el Catálogo Nacional de Indicadores, del año 2002 al 2017 hubo un incremento del 5.22 % en cuanto a la participación de fuentes renovables de energía en contraste de la producción total. Este porcentaje se obtiene mediante la suma de las producción anual de energías renovables y alternas como lo son; hidroenergía, geoenergía, nucleoenergía, energía eólica, biogás, energía solar, bagazo de caña y leña, entre el total de la producción nacional anual de energía del mismo año. La Secretaria de Energía es la unidad responsable de generar dichos cálculos.